# Championnat de Chine de football 2002
Navigation
Saison 2001 Saison 2003
La saison 2002 du Championnat de Chine de football était la 43e édition de la première division chinoise. Les quinze meilleures équipes du pays sont regroupées au sein d'une poule unique, où tous les clubs s'affrontent en matchs aller et retour. À la fin du championnat, du fait de la qualification de la sélection nationale pour la Coupe du monde 2002, il n'y a ni promotion, ni relégation en fin de saison.
C'est le club de Dalian Shide, tenant du titre, qui est à nouveau sacré en terminant en tête du classement final, avec cinq points d'avance sur un duo composé de Shenzhen Ping'an Insurance et de Beijing Guoan. C'est le septième titre de champion de Chine de l'histoire du club, le troisième consécutif.
Du fait de la restructuration de la Ligue des champions de l'AFC, il n'y a aucune qualification continentale pour les meilleures équipes du championnat cette saison. Le vainqueur du championnat voit sa participation reportée à l'édition 2004.
Le deuxième club normalement promu, Changchun Yatai, s'est vu interdire de monter, car il a été reconnu coupable d'un match arrangé contre Zhejiang lors de la saison précédente en deuxième division. Cette sanction conduit la fédération à ne pas remplacer le club et à laisser le championnat de première division avec 15 clubs au lieu de 16.

## Les clubs participants
| - Shandong Luneng - Shanghai Shenhua - Beijing Guoan - Dalian Shide - Tianjin TEDA - Shanghai Zhongyuan Huili - Promu de D2 - August 1st - Yunnan Hongta | - Sichuan Dahe (anciennement Sichuan Shangwutong) - Shenzhen Ping'an Insurance - Liaoning Bird - Changsha Ginde - Qingdao Hademen - Chongqing Lifan - Shaanxi Guoli |

## Compétition
Le barème de points servant à établir les classements se décompose ainsi :
- Victoire : 3 points
- Match nul : 1 point
- Défaite : 0 point

### Classement
| Rang | Équipe                     | Pts | J  | G  | N  | P  | Bp | Bc | Diff |
| ---- | -------------------------- | --- | -- | -- | -- | -- | -- | -- | ---- |
| 1    | Dalian ShideT              | 57  | 28 | 17 | 6  | 5  | 48 | 27 | +21  |
| 2    | Shenzhen Ping'an Insurance | 52  | 28 | 14 | 10 | 4  | 42 | 21 | +21  |
| 3    | Beijing Guoan              | 52  | 28 | 15 | 7  | 6  | 49 | 29 | +20  |
| 4    | Shandong Luneng            | 45  | 28 | 14 | 3  | 11 | 42 | 42 | 0    |
| 5    | Liaoning Bird C            | 42  | 28 | 12 | 6  | 10 | 45 | 44 | +1   |
| 6    | Chongqing Lifan            | 41  | 28 | 10 | 11 | 7  | 28 | 25 | +3   |
| 7    | Yunnan Hongta              | 40  | 28 | 10 | 10 | 8  | 30 | 28 | +2   |
| 8    | Qingdao Hademen            | 36  | 28 | 9  | 9  | 10 | 30 | 34 | -4   |
| 9    | Shanghai Zhongyuan HuiliP  | 35  | 28 | 9  | 8  | 11 | 37 | 39 | -2   |
| 10   | Tianjin TEDA               | 34  | 28 | 9  | 7  | 12 | 37 | 36 | +1   |
| 11   | Changsha Ginde             | 34  | 28 | 8  | 10 | 10 | 34 | 34 | 0    |
| 12   | Shanghai Shenhua           | 32  | 28 | 9  | 5  | 14 | 37 | 41 | -4   |
| 13   | August 1st                 | 30  | 28 | 6  | 12 | 10 | 27 | 41 | -14  |
| 14   | Sichuan Dahe               | 28  | 28 | 7  | 7  | 14 | 39 | 55 | -16  |
| 15   | Shaanxi Guoli              | 13  | 28 | 2  | 7  | 19 | 24 | 53 | -29  |

|  | Champion de Chine 2002                                                             |
|  | T: Tenant du titre C: Vainqueur de la Coupe de Chine P: Promu de deuxième division |

## Bilan de la saison
| Championnat de Chine de football 2002 |                         |
| Champion                              | Dalian Shide (7e titre) |
| Coupes et trophées                    |                         |
| Vainqueur de la Coupe de Chine 2002   | Liaoning Bird           |
| Qualifications continentales          |                         |
| Ligue des champions 2004              | Dalian Shide            |
| Promotions et relégations             |                         |
| Promus en Jia-A League                | Aucun                   |
| Relégués en China League              | Aucun                   |